# Karel Hořínek (odbojář)
Karel Hořínek (5. prosince 1901 Olomouc – 7. února 1952 Věznice Pankrác) byl český štábní kapitán ČSA a protikomunistický odbojář odsouzený v politickém procesu komunistickým režimem k trestu smrti a v roce 1952 popraven.

## Životopis
Narodil se v roce 1901 v Olomouci, nebo v jejím blízkém okolí. Po absolvování gymnázia začal v mládí studovat práva, jejich studium ovšem nedokončil. V letech 1922 až 1924 poté nastoupil základní vojenskou službu a v Hranicích navštěvoval vojenskou akademii, kde byl jmenován poručíkem jezdectva. Za první republiky poté sloužil ve funkci poručíka v různých posádkách. Armádu opustil po německé okupaci Československa v březnu 1939 ve funkci štábního kapitána.

### Po nacistické okupaci
Od června do října 1939 pracoval jako tajemník Zemského úřadu v okresním úřadu v Pardubicích. Poté působil až do roku 1942 jako tajemník v Dašicích, kam se zároveň přestěhoval. V roce 1942 se vrátil do Pardubic, kde pracoval jako úředník na magistrátu. Do protinacistického odboje se nikdy nezapojil; naopak v roce 1944 se stal aktivní v Lize proti bolševizmu. V rámci svého působení v ní uspořádal na čtyřicet různých protisovětských přednášek. Po konci druhé světové války nedokázal vysvětlit, co jej k zapojení do protektorátní organizace vedlo. Zájem o přednášky nebyl dle jeho slov značný, od Němců si tím ovšem získal uznání. Za své počínání dokonce obdržel stříbrnou svatováclavskou orlici. Důležité je rovněž zmínit, že se nejednalo jen o přednášky kritizující bolševismus jako takový, ale Hořínek na nich zdůrazňoval význam Německé říše v boji proti němu.

### Zatčení a odsouzení
Několik dní po osvobození Československa byl v květnu 1945 zatčen. Soud, který se měl konat v červnu 1945, žádný verdikt nevyřkl a jednání Lidového soudu v Pardubicích plánované na květen 1946 se nakonec také neuskutečnilo. V říjnu 1946 jej však soud v Chrudimi odsoudil ke čtrnáctiletému trestu odnětí svobody. Podle obvinění měl kromě přednášek, které organizoval, navazovat styky s místními nacistickými předáky, mluvit s nimi německy a trávit s nimi i volný čas. Po Hořínkově odvolání mu byl trest v červnu 1948 snížen a za kolaboraci a protibolševickou činnost byl v novém procesu odsouzen k sedmiletému trestu odnětí svobody. Po odsouzení byl k lednu 1949 umístěn v pracovním táboře v Malých Svatoňovicích. Tou dobou již přemýšlel o možnostech útěku.

### Protikomunistický odboj
V červenci 1949 (podle některých zdrojů pak již na jaře 1949) se mu podařilo z pracovního tábora uprchnout. Jeho původním plánem měl být útěk do Polska a následné překročení hranice na Západ. Nakonec se však rozhodl zůstat v Československu. Usadil se nedaleko Orlických hor, kde se začal zapojovat do protikomunistického odboje. Později se vrátil zpět na Pardubicko. Od léta 1949 byl aktivní v odbojové činnosti v okolí Čáslavi. V září 1949 vypracoval Hořínek manifest popisující zločinné praktiky  Komunistické strany. Ke konci roku 1949 se mu podařilo kolem sebe seskupit skupinu odbojářů, která pracovala i v oblasti Železných hor a na Kutnohorsku. Jednou z hlavní činností skupiny bylo ukrývání kurýrů či uprchlíků z trestaneckých táborů, rozšiřování různých typů protirežimních letáků či výhružných dopisů či shánění zbraní. Hořínek rovněž osobně vypracoval plán na osvobození generála Karla Kutlvašra. Skupina odbojářů kolem Hořínka tou dobou čítala asi 200 členů. V únoru 1950 se ovšem skupina rozrostla natolik, že se Hořínek rozhodl strukturu organizace zcela změnit a rozdělit ji na několik malých skupin prověřených osob. Již na jaře 1950 ale začali agenti Státní bezpečnosti zatýkat členy skupiny. Skupina se rozpadla a Hořínek se pokusil emigrovat na západ, kde chtěl pomoci zahraničnímu protikomunistickému odboji. V rámci svého úsilí o emigraci opakovaně navštívil Prahu a Karlovy Vary. Zřejmě však při své snaze o překročení hranice kontaktoval i agenty StB, kteří jej poté v Praze zatkli. Podle některých zdrojů se tak stalo již v březnu 1950, podle jiných až v létě 1951.

### Trest smrti
V září 1951 se v Chotěboři s Hořínkem konal veřejný politický proces. Hořínek během líčení neskrýval svou hlubokou nenávist ke komunistickému režimu v zemi. Při jednání uvedl následující: „Ke svému ospravedlnění nemám, co bych uvedl, neboť všechno moje počínání bylo vedeno ve snaze, abych pomohl svému národu, aby se mohl vymanit a osvobodit z područí SSSR. Svým jednáním nesledoval jsem žádné zájmy, které by sloužily mému vlastnímu prospěchu, ale z přesvědčení jsem bojoval proti šířícímu se bolševismu, který hrozí zachvátit naše země. Boj proti bolševismu jsem zahájil po zralém uvážení vážnosti mého kroku a z toho důvodu prohlašuji, že jsem si byl a jsem dosud vědom všech následků. Svého jednání nelituji, poněvadž jsem upřímně přesvědčen o správnosti svého jednání.“
Hořínek byl poté odsouzen k trestu smrti. Jeho odvolání proti rozsudku nebylo vyhověno. Popraven byl v únoru 1952. V procesu byla zároveň k dlouholetým trestům odnětí svobody odsouzena řada dalších osob, které se s Hořínkem znaly či které byly na odbojovou skupinu nějak napojeny. Odbojových skupin navázaných na Hořínka bylo nakonec souzeno dokonce dvanáct a soudy pokračovaly až hluboko do roku 1952. Odsouzeno v nich bylo na 135 osob.

## Hrob
V roce 1965 byla urna s jeho ostatky tajně pohřbena do společného hrobu na Motolském hřbitově. Zde bylo 20. května 2000 slavnostně otevřeno a vysvěceno Čestné pohřebiště politických vězňů. Jméno Karla Hořínka je uvedeno na jedné (umístěné vlevo) ze dvou šedých mramorových desek instalovaných v roce 2012.
Na Čestném pohřebišti III. odboje na Ďáblickém hřbitově se nachází jeho symbolický hrob. Tamní symbolické náhrobky odkazují na zemřelé politické vězně bez ohledu na jejich skutečné místo pohřbení.

## Rehabilitace
Po sametové revoluci zrušil Krajský soud v Hradci Králové v červenci 1990 celý rozsudek.

## Připomínka
- Jeho jméno je uvedeno na Pomníku Miladě Horákové a Obětem komunismu v Praze 4 - Nuslích na Náměstí Hrdinů, u stanice metra Pražského povstání, před Vrchním soudem v Praze a Vrchním státním zastupitelstvím v Praze.[12]

## Galerie

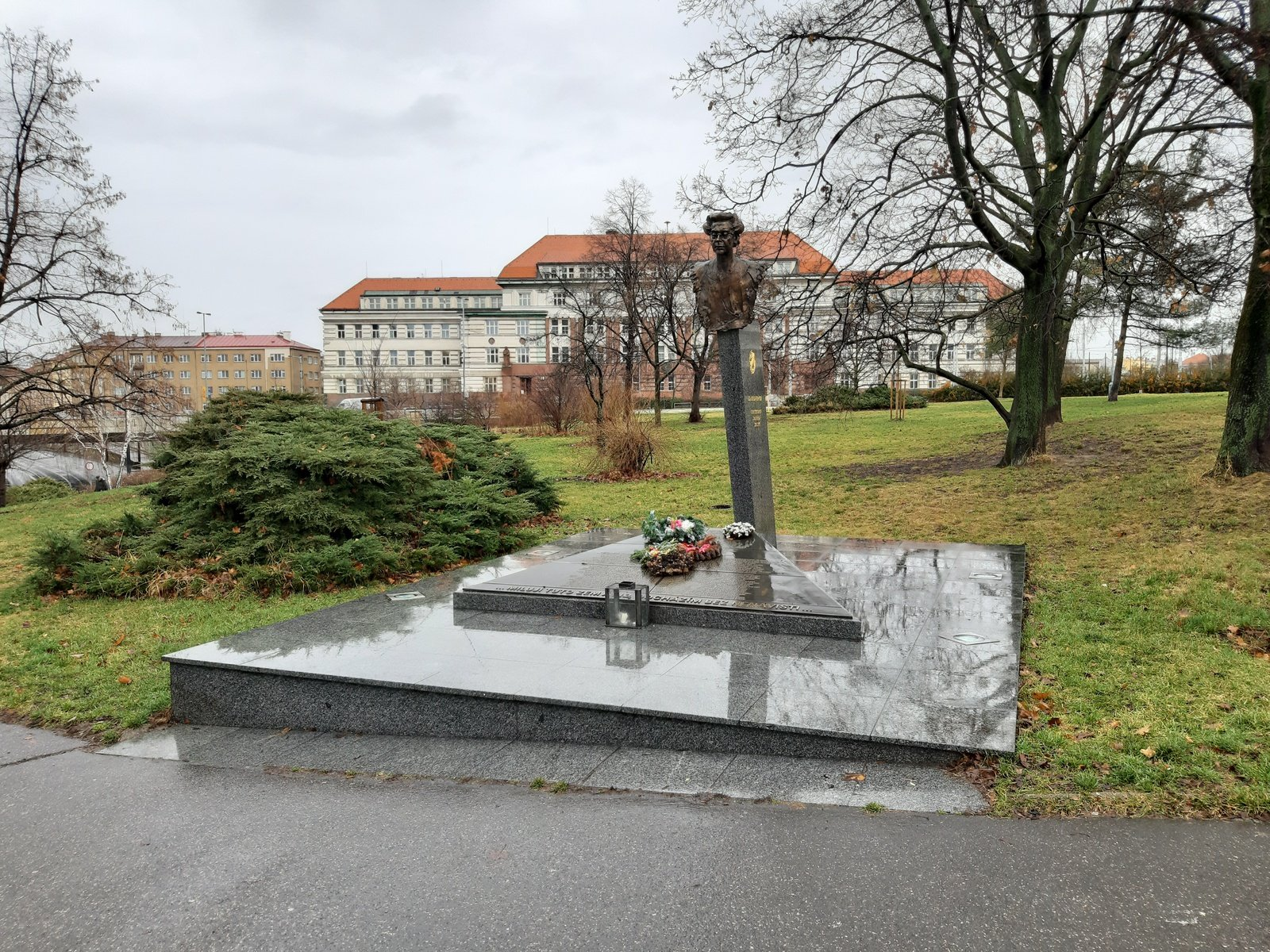
Pomník na náměstí Hrdinů v Praze 4 - Nuslích
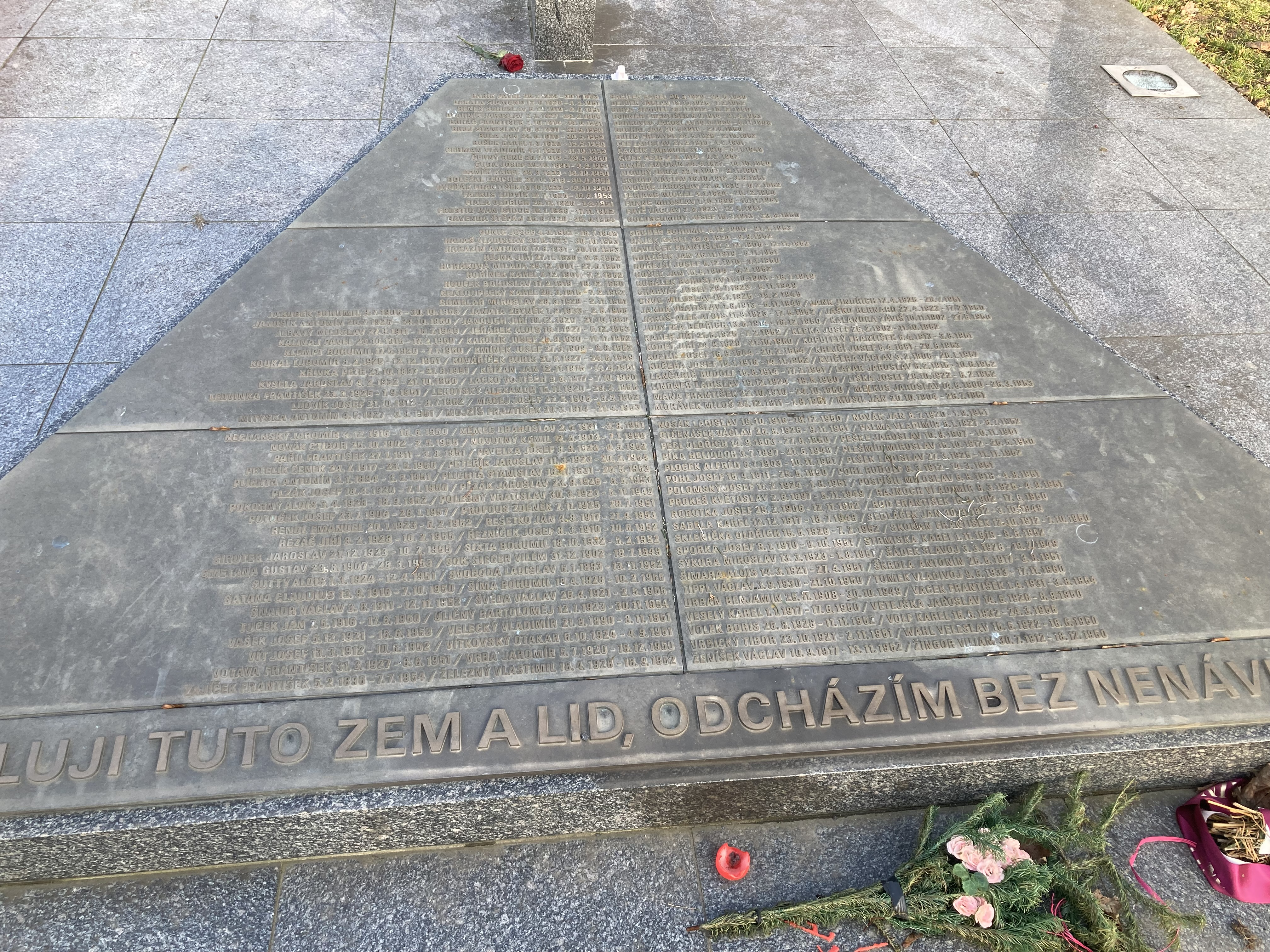
Seznam obětí komunismu se jménem K. Hořínka na pomníku na náměstí Hrdinů v Praze 4 - Nuslích
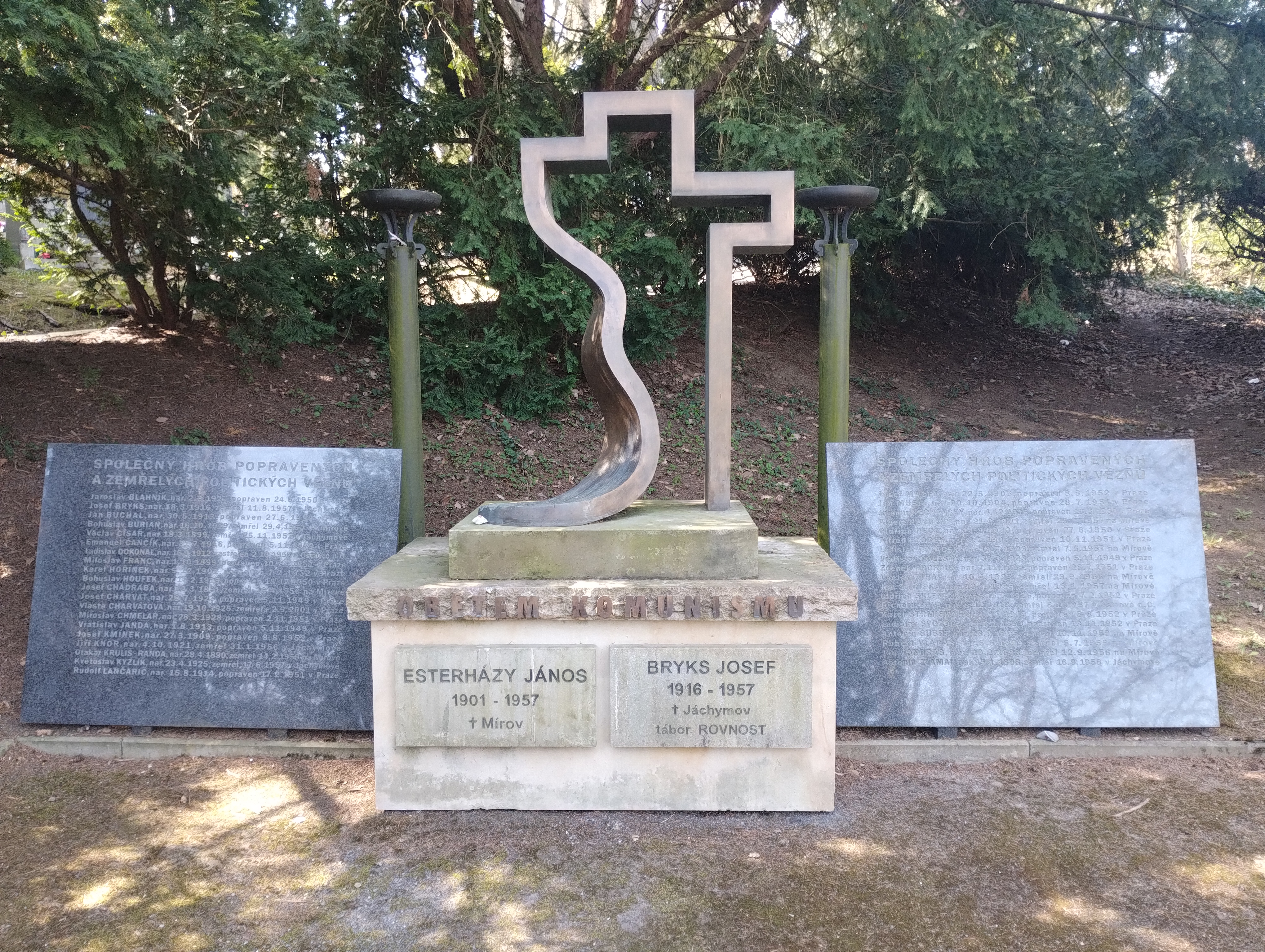
Památník na Čestném pohřebišti politických vězňů, Motolský hřbitov
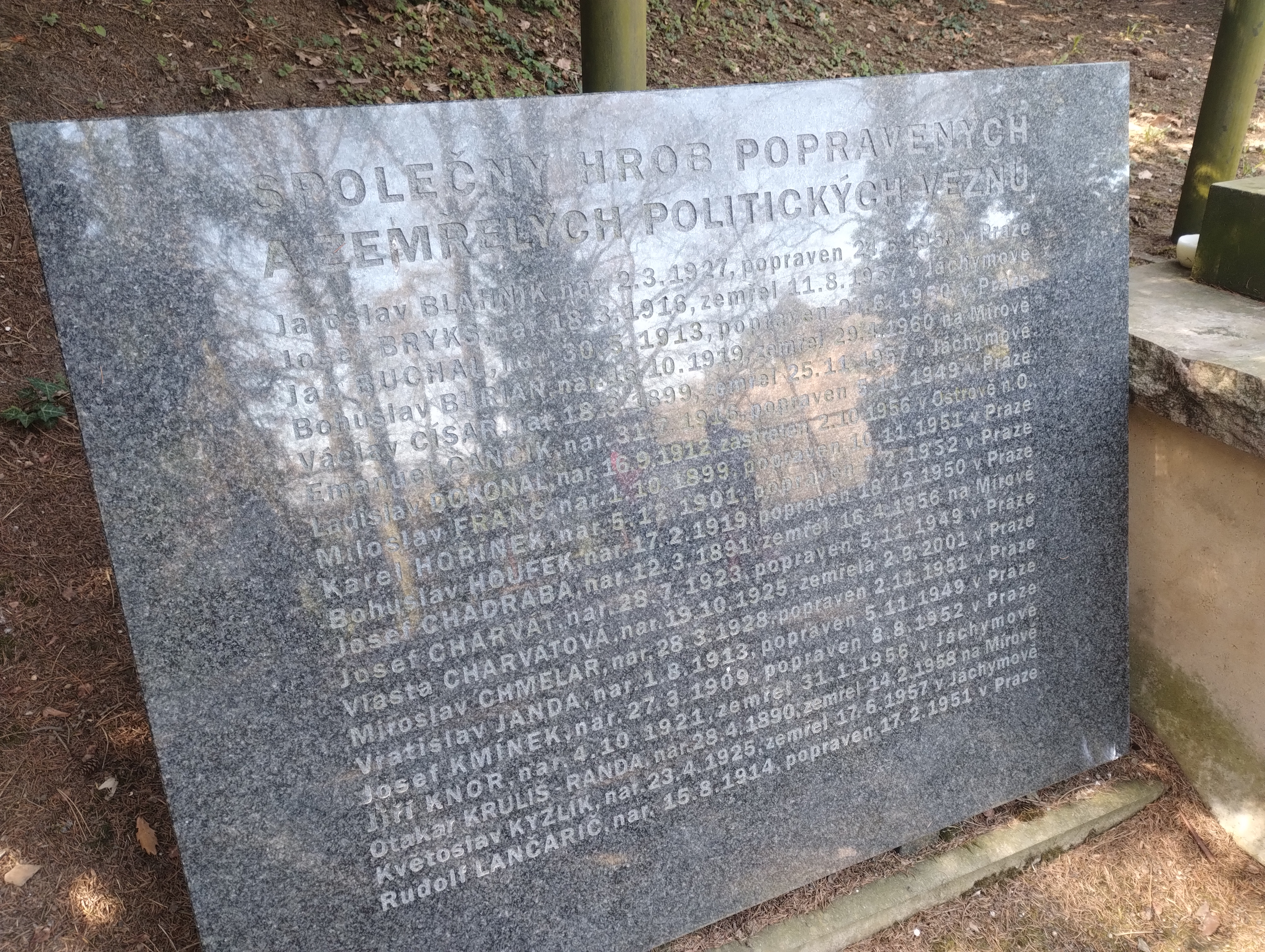
Památník na Čestném pohřebišti politických vězňů, deska vlevo se jménem K. Hořínka, Motolský hřbitov
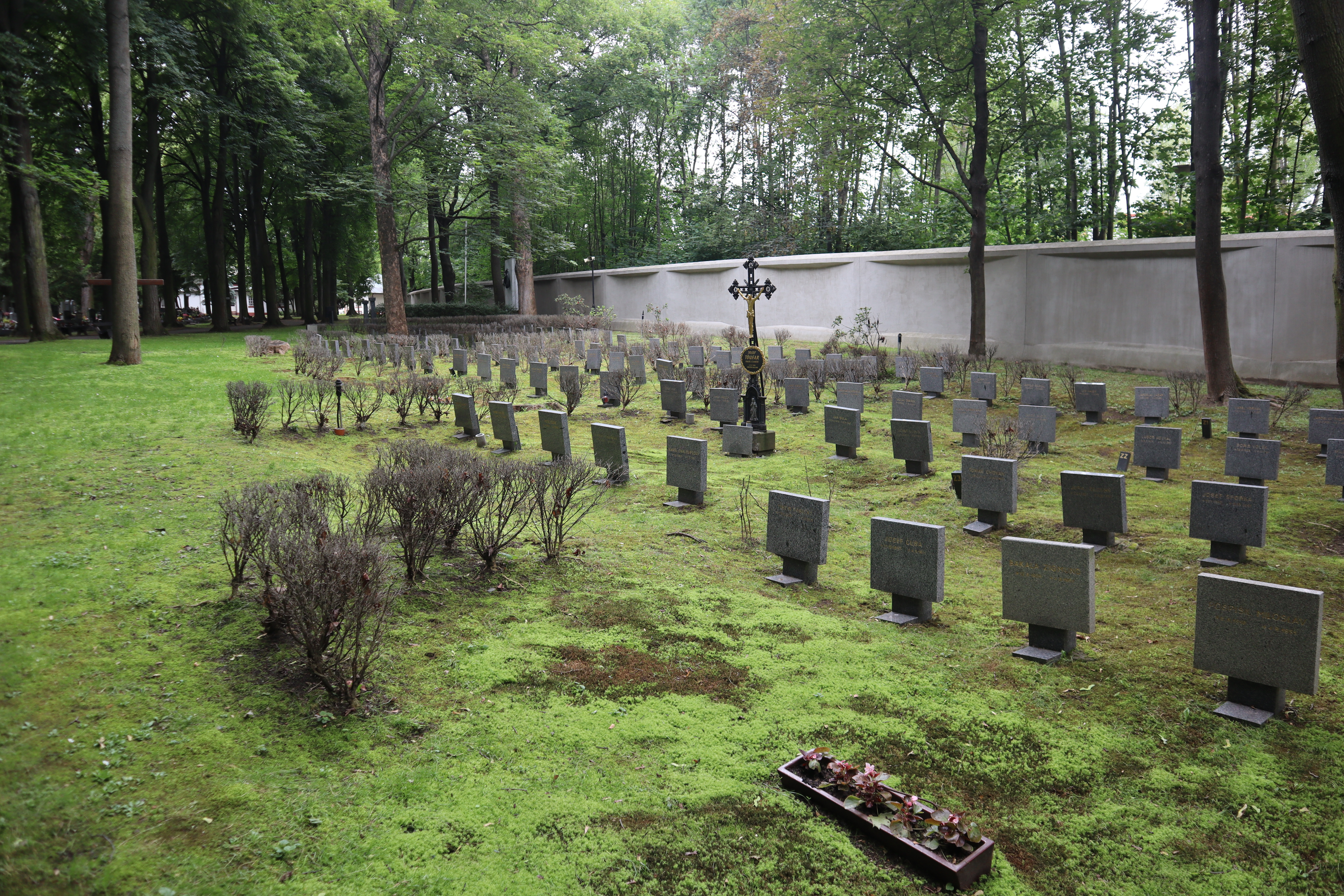
Čestné pohřebiště popravených a umučených z 50. let (III. odboj) na Ďáblickém hřbitově
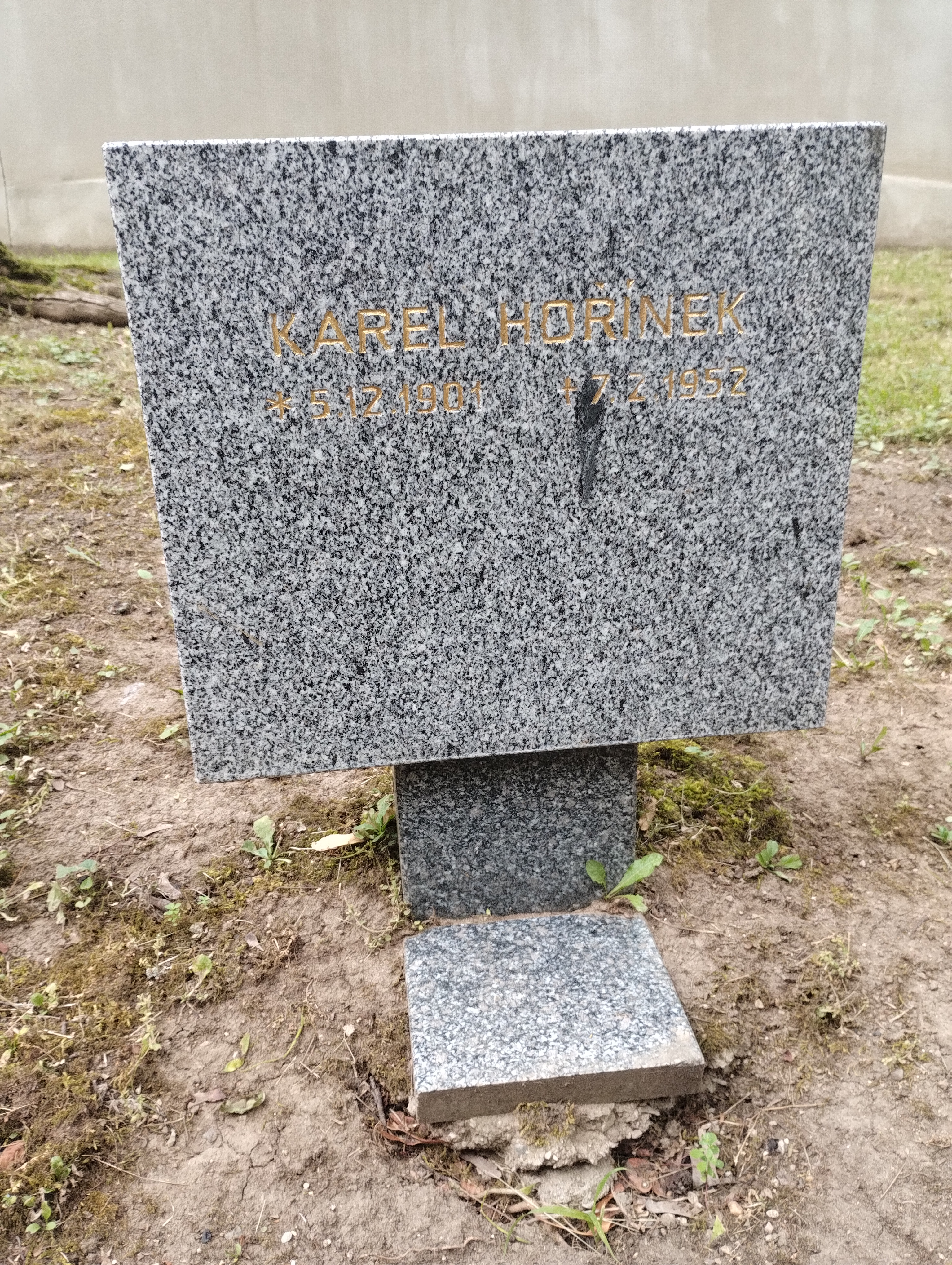
Symbolický náhrobek K. Hořínka na Čestném pohřebišti v Ďáblicích